# Weixin, Hunan
Weixin är en köpinghuvudort i Kina. Den ligger i provinsen Hunan, i den södra delen av landet, omkring 250 kilometer nordväst om provinshuvudstaden Changsha. Antalet invånare är 17 403. Befolkningen består av 8 242 kvinnor och 9 161 män. Barn under 15 år utgör 12,0 %, vuxna 15-64 år 73 %, och äldre över 65 år 13,0 %.
Runt Weixin är det ganska tätbefolkat, med 172 invånare per kvadratkilometer. Närmaste större samhälle är Sansheng, 14,4 km öster om Weixin. I omgivningarna runt Weixin växer huvudsakligen savannskog.
Genomsnittlig årsnederbörd är 1 697 millimeter. Den regnigaste månaden är september, med i genomsnitt 263 mm nederbörd, och den torraste är december, med 19 mm nederbörd.